# Tour Colombia 2024
La 4e édition du Tour Colombia (officiellement : Tour Colombia 2.1) a lieu du 6 au 11 février 2024 en Colombie.
La course fait partie du calendrier UCI America Tour 2024 en catégorie 2.1.
Le Colombien Rodrigo Contreras (NU Colombia) remporte l'épreuve. Pour la première fois en quatre éditions ce n'est pas un coureur UCI World Tour qui s'impose.

## Présentation

### Équipes
24 équipes participent à la course : 3 UCI WorldTeams, 2 UCI ProTeams, 14 équipes continentales et 5 équipes nationales :
| WorldTeams (3)- Astana Qazaqstan Team - EF Education-EasyPost - Movistar Team ProTeams (2)- Bingoal WB - Corratec-Vini Fantini Équipes continentales (14)- GW Erco Shimano - Medellín-EPM - Orgullo Paisa - NU Colombia - Team Sistecrédito - Petrolike - Universe Cycling Team - Team Banco Guayaquil - Canel's-Java - Swift Carbon Pro Cycling Brasil - Panamá es Cultura y Valores - Colombia Potencia de la Vida-Strongman - Sidi Ali-Unlock Team - Team Saitel Équipes nationales (5)- Colombie - Brésil - Estonie - Équateur - Venezuela |
| |

## Étapes
| Étape     | Date    | Villes étapes                 | type                      | Distance (km) | Dénivelé (m) | Vainqueur d'étape | Leader du classement général |
| --------- | ------- | ----------------------------- | ------------------------- | ------------- | ------------ | ----------------- | ---------------------------- |
| 1re étape | 6 fév.  | Paipa – Duitama               | étape de plaine           | 155,8         | 960 m        | Fernando Gaviria  | Fernando Gaviria             |
| 2e étape  | 7 fév.  | Paipa – Santa Rosa de Viterbo | étape vallonnée           | 168,6         | 2 305 m      | Harold Tejada     | Harold Tejada                |
| 3e étape  | 8 fév.  | Tunja – Tunja                 | étape vallonnée           | 141,9         | 1 694 m      | Alejandro Osorio  | Rodrigo Contreras            |
| 4e étape  | 9 fév.  | Paipa – Zipaquirá             | étape de plaine           | 181,8         | 2 033 m      | Mark Cavendish    | Rodrigo Contreras            |
| 5e étape  | 10 fév. | Cota – Alto del Vino          | étape de moyenne montagne | 138,3         | 3 409 m      | Richard Carapaz   | Rodrigo Contreras            |
| 6e étape  | 11 fév. | Sopó – Bogota                 | étape vallonnée           | 138,7         | 1 949 m      | Jhonatan Restrepo | Rodrigo Contreras            |

## Déroulement de la course

### 1reétape
Le Colombien Fernando Gaviria (Movistar) remporte l'étape à l'issue d'un sprint massif et s'empare du même coup du maillot jaune de leader.
| \| Classement de l'étape \| Classement de l'étape \| Classement de l'étape \| Classement de l'étape \| Classement de l'étape \| \| Coureur \| Coureur \| Pays \| Équipe \| Temps \| \| --------------------- \| --------------------- \| --------------------- \| --------------------------- \| --------------------- \| \| 1er \| Fernando Gaviria \| Colombie \| Movistar Team \| 3 h 11 min 39 s \| \| 2e \| Davide Persico \| Italie \| Bingoal WB \| + 0 s \| \| 3e \| Mark Cavendish \| Royaume-Uni \| Astana Qazaqstan Team \| + 0 s \| \| 4e \| Nelson Soto \| Colombie \| Petrolike \| + 0 s \| \| 5e \| Jhonatan Restrepo \| Colombie \| Colombie \| + 0 s \| \| 6e \| Juan Diego Hoyos \| Colombie \| Team Sistecrédito \| + 0 s \| \| 7e \| Andrea Piccolo \| Italie \| EF Education-EasyPost \| + 0 s \| \| 8e \| Niccolò Bonifazio \| Italie \| Team Corratec-Vini Fantini \| + 0 s \| \| 9e \| Christofer Jurado \| Panama \| Panamá es Cultura y Valores \| + 0 s \| \| 10e \| Franklin Archibold \| Panama \| Panamá es Cultura y Valores \| + 0 s \| |                    |             |                             |                 |
| |                    |             |                             |                 |
| Source : ProCyclingStats |                    |             |                             |                 |
| Classement de l'étape |                    |             |                             |                 |
| Coureur | Coureur            | Pays        | Équipe                      | Temps           |
| 1er | Fernando Gaviria   | Colombie    | Movistar Team               | 3 h 11 min 39 s |
| 2e | Davide Persico     | Italie      | Bingoal WB                  | + 0 s           |
| 3e | Mark Cavendish     | Royaume-Uni | Astana Qazaqstan Team       | + 0 s           |
| 4e | Nelson Soto        | Colombie    | Petrolike                   | + 0 s           |
| 5e | Jhonatan Restrepo  | Colombie    | Colombie                    | + 0 s           |
| 6e | Juan Diego Hoyos   | Colombie    | Team Sistecrédito           | + 0 s           |
| 7e | Andrea Piccolo     | Italie      | EF Education-EasyPost       | + 0 s           |
| 8e | Niccolò Bonifazio  | Italie      | Team Corratec-Vini Fantini  | + 0 s           |
| 9e | Christofer Jurado  | Panama      | Panamá es Cultura y Valores | + 0 s           |
| 10e | Franklin Archibold | Panama      | Panamá es Cultura y Valores | + 0 s           |

| \| Classement général \| Classement général \| Classement général \| Classement général \| Classement général \| \| Coureur \| Coureur \| Pays \| Équipe \| Temps \| \| ------------------ \| -------------------- \| ------------------ \| ------------------------------- \| ------------------ \| \| 1er \| Fernando Gaviria \| Colombie \| Movistar Team \| 3 h 11 min 29 s \| \| 2e \| Davide Persico \| Italie \| Bingoal WB \| + 4 s \| \| 3e \| Mark Cavendish \| Royaume-Uni \| Astana Qazaqstan Team \| + 6 s \| \| 4e \| David Santiago Gómez \| Colombie \| Team Sistecrédito \| + 6 s \| \| 5e \| Lauro Chaman \| Brésil \| Swift Carbon Pro Cycling Brasil \| + 6 s \| \| 6e \| Brayan Sánchez \| Colombie \| Team Medellín \| + 9 s \| \| 7e \| Nelson Soto \| Colombie \| Petrolike \| + 10 s \| \| 8e \| Jhonatan Restrepo \| Colombie \| Colombie \| + 10 s \| \| 9e \| Juan Diego Hoyos \| Colombie \| Team Sistecrédito \| + 10 s \| \| 10e \| Andrea Piccolo \| Italie \| EF Education-EasyPost \| + 10 s \| |                      |             |                                 |                 |
| |                      |             |                                 |                 |
| Source : ProCyclingStats |                      |             |                                 |                 |
| Classement général |                      |             |                                 |                 |
| Coureur | Coureur              | Pays        | Équipe                          | Temps           |
| 1er | Fernando Gaviria     | Colombie    | Movistar Team                   | 3 h 11 min 29 s |
| 2e | Davide Persico       | Italie      | Bingoal WB                      | + 4 s           |
| 3e | Mark Cavendish       | Royaume-Uni | Astana Qazaqstan Team           | + 6 s           |
| 4e | David Santiago Gómez | Colombie    | Team Sistecrédito               | + 6 s           |
| 5e | Lauro Chaman         | Brésil      | Swift Carbon Pro Cycling Brasil | + 6 s           |
| 6e | Brayan Sánchez       | Colombie    | Team Medellín                   | + 9 s           |
| 7e | Nelson Soto          | Colombie    | Petrolike                       | + 10 s          |
| 8e | Jhonatan Restrepo    | Colombie    | Colombie                        | + 10 s          |
| 9e | Juan Diego Hoyos     | Colombie    | Team Sistecrédito               | + 10 s          |
| 10e | Andrea Piccolo       | Italie      | EF Education-EasyPost           | + 10 s          |

Dans un final pour sprinteurs, l'Antioqueño Fernando Gaviria s'impose dans la première étape du Tour Colombia 2024, après avoir parcouru 155,8 kilomètres  entre Paipa et Duitama, lors d'une journée effectuée sur terrain plat.
Il s'impose dans un sprint serré devant l'Italien Davide Persico (Bingoal WB) et le Britannique Mark Cavendish (Astana Qazaqstan), qui terminent respectivement deuxième et troisième.
L'échappée du jour a pour protagonistes le Mexicain Ignacio Prado (Canel’s - Java), le Brésilien Lauro Chaman (Swift Carbon Brasil) et les Colombiens Diego Ochoa (Team Saitel), Brayan Sánchez (Medellín - EPM), Iván Ojeda (Colombia Potencia de la Vida - Strongman), David Santiago Gómez (Sistecrédito) et Cristian Muñoz (Nu Colombia). En raison d'un ennui mécanique, le vainqueur du premier sprint intermédiaire, Brayan Sánchez est lâché par ses six compagnons de fugue et préfère attendre le peloton. L'échappée est reprise à proximité de Duitama. Le rythme imposé par les Movistar et les Astana Qazaqstan empêche toutes autres tentatives de se développer et l'étape se termine au sprint avec la victoire de Gaviria.

### 2eétape
Le Colombien Harold Tejada (Astana Qazaqstan) s'impose dans un sprint en petit comité. Il dépossède son compatriote Fernando Gaviria (Movistar) de la première place au classement général.
| \| Classement de l'étape \| Classement de l'étape \| Classement de l'étape \| Classement de l'étape \| Classement de l'étape \| \| Coureur \| Coureur \| Pays \| Équipe \| Temps \| \| --------------------- \| --------------------- \| --------------------- \| -------------------------------------- \| --------------------- \| \| 1er \| Harold Tejada \| Colombie \| Astana Qazaqstan Team \| 4 h 02 min 07 s \| \| 2e \| Andrea Piccolo \| Italie \| EF Education-EasyPost \| + 0 s \| \| 3e \| Óscar Sevilla \| Espagne \| Team Medellín \| + 0 s \| \| 4e \| Rodrigo Contreras \| Colombie \| NU Colombia \| + 0 s \| \| 5e \| Edgar Pinzón \| Colombie \| GW Shimano \| + 0 s \| \| 6e \| Robinson Chalapud \| Colombie \| Team Banco Guayaquil-Bianchi \| + 0 s \| \| 7e \| Yeison Reyes \| Colombie \| Team Sistecrédito \| + 0 s \| \| 8e \| César David Guavita \| Colombie \| Colombia Potencia de la Vida-Strongman \| + 0 s \| \| 9e \| Harold Martín López \| Équateur \| Astana Qazaqstan Team \| + 23 s \| \| 10e \| Brandon Rivera \| Colombie \| Colombie \| + 23 s \| |                     |          |                                        |                 |
| |                     |          |                                        |                 |
| Source : ProCyclingStats |                     |          |                                        |                 |
| Classement de l'étape |                     |          |                                        |                 |
| Coureur | Coureur             | Pays     | Équipe                                 | Temps           |
| 1er | Harold Tejada       | Colombie | Astana Qazaqstan Team                  | 4 h 02 min 07 s |
| 2e | Andrea Piccolo      | Italie   | EF Education-EasyPost                  | + 0 s           |
| 3e | Óscar Sevilla       | Espagne  | Team Medellín                          | + 0 s           |
| 4e | Rodrigo Contreras   | Colombie | NU Colombia                            | + 0 s           |
| 5e | Edgar Pinzón        | Colombie | GW Shimano                             | + 0 s           |
| 6e | Robinson Chalapud   | Colombie | Team Banco Guayaquil-Bianchi           | + 0 s           |
| 7e | Yeison Reyes        | Colombie | Team Sistecrédito                      | + 0 s           |
| 8e | César David Guavita | Colombie | Colombia Potencia de la Vida-Strongman | + 0 s           |
| 9e | Harold Martín López | Équateur | Astana Qazaqstan Team                  | + 23 s          |
| 10e | Brandon Rivera      | Colombie | Colombie                               | + 23 s          |

| \| Classement général \| Classement général \| Classement général \| Classement général \| Classement général \| \| Coureur \| Coureur \| Pays \| Équipe \| Temps \| \| ------------------ \| ------------------- \| ------------------ \| -------------------------------------- \| ------------------ \| \| 1er \| Harold Tejada \| Colombie \| Astana Qazaqstan Team \| 7 h 13 min 35 s \| \| 2e \| Óscar Sevilla \| Espagne \| Team Medellín \| + 1 s \| \| 3e \| Andrea Piccolo \| Italie \| EF Education-EasyPost \| + 5 s \| \| 4e \| Rodrigo Contreras \| Colombie \| NU Colombia \| + 11 s \| \| 5e \| César David Guavita \| Colombie \| Colombia Potencia de la Vida-Strongman \| + 11 s \| \| 6e \| Yeison Reyes \| Colombie \| Team Sistecrédito \| + 11 s \| \| 7e \| Edgar Pinzón \| Colombie \| GW Shimano \| + 11 s \| \| 8e \| Robinson Chalapud \| Colombie \| Team Banco Guayaquil-Bianchi \| + 11 s \| \| 9e \| Javier Jamaica \| Colombie \| Team Medellín \| + 30 s \| \| 10e \| Cristian Muñoz \| Colombie \| NU Colombia \| + 32 s \| |                     |          |                                        |                 |
| |                     |          |                                        |                 |
| Source : ProCyclingStats |                     |          |                                        |                 |
| Classement général |                     |          |                                        |                 |
| Coureur | Coureur             | Pays     | Équipe                                 | Temps           |
| 1er | Harold Tejada       | Colombie | Astana Qazaqstan Team                  | 7 h 13 min 35 s |
| 2e | Óscar Sevilla       | Espagne  | Team Medellín                          | + 1 s           |
| 3e | Andrea Piccolo      | Italie   | EF Education-EasyPost                  | + 5 s           |
| 4e | Rodrigo Contreras   | Colombie | NU Colombia                            | + 11 s          |
| 5e | César David Guavita | Colombie | Colombia Potencia de la Vida-Strongman | + 11 s          |
| 6e | Yeison Reyes        | Colombie | Team Sistecrédito                      | + 11 s          |
| 7e | Edgar Pinzón        | Colombie | GW Shimano                             | + 11 s          |
| 8e | Robinson Chalapud   | Colombie | Team Banco Guayaquil-Bianchi           | + 11 s          |
| 9e | Javier Jamaica      | Colombie | Team Medellín                          | + 30 s          |
| 10e | Cristian Muñoz      | Colombie | NU Colombia                            | + 32 s          |

L'Huilense Harold Tejada remporte la deuxième étape du Tour Colombia 2024, après avoir parcouru 168,6 kilomètres  entre Paipa et Santa Rosa de Viterbo, lors d'une journée effectuée sur terrain ondulé, avec trois cols répertoriés.
Le grimpeur, qui s'empare du maillot jaune de leader, a été le plus fort de l'échappée. Il gagne devant l'Italien Andrea Piccolo (EF Education - EasyPost) et le Colombo-espagnol Óscar Sevilla (Medellín - EPM), qui terminent respectivement deuxième et troisième.
Lors des premiers kilomètres, le peloton reste compact. Les tentatives de fugue étant voués à l'échec. Cependant, peu avant le premier sprint intermédiaire, six hommes s'extraient du groupe principal. Travaillant de concert, ils réussissent à prendre leurs distances. L'écart, toujours sous contrôle du peloton, emmené par les NU Colombia, ne dépasse pas les trois minutes. À moins de quatre-vingt-cinq kilomètres de l'arrivée, la fugue est neutralisée par plusieurs coureurs qui s'extirpent du peloton. Il s'ensuit une phase de course assez folle où les tentatives d'échappée se multiplient. C'est aussi le moment où les sprinteurs s'unissent pour former le gruppetto. Celui-ci terminera avec un retard important en raison du nombre élevé de grimpées sur le parcours. Pendant que dix-sept coureurs prennent la poudre d'escampette. À moins de dix kilomètres du but, deux de ceux-ci, les coureurs expérimentés Robinson Chalapud (Banco Guayaquil) et Óscar Sevilla changent de rythme et s'isolent en tête. Ces derniers sont repris à deux mille mètres du terme par six hommes. Yeison Reyes (Sistecrédito) tente de surprendre ses rivaux et de finir seul, en vain. Harold Tejada, se trouvant être le plus fort, remporte sa première victoire depuis qu'il a rejoint l'équipe kazakhe.

### 3eétape
Le tout nouveau champion de Colombie Alejandro Osorio (GW - Erco - Shimano) s'impose dans la troisième étape. Harold Tejada (Astana Qazaqstan) perd son maillot jaune de leader au profit d'un autre compatriote, Rodrigo Contreras (NU Colombia).
| \| Classement de l'étape \| Classement de l'étape \| Classement de l'étape \| Classement de l'étape \| Classement de l'étape \| \| Coureur \| Coureur \| Pays \| Équipe \| Temps \| \| --------------------- \| --------------------- \| --------------------- \| -------------------------- \| --------------------- \| \| 1er \| Alejandro Osorio \| Colombie \| GW Shimano \| 3 h 20 min 18 s \| \| 2e \| Rodrigo Contreras \| Colombie \| NU Colombia \| + 0 s \| \| 3e \| Rigoberto Urán \| Colombie \| EF Education-EasyPost \| + 1 s \| \| 4e \| Jonathan Caicedo \| Équateur \| Petrolike \| + 1 s \| \| 5e \| Egan Bernal \| Colombie \| Colombie \| + 1 s \| \| 6e \| Iván Sosa \| Colombie \| Movistar Team \| + 1 s \| \| 7e \| Adrián Bustamante \| Colombie \| GW Shimano \| + 1 s \| \| 8e \| Edgar Cadena \| Mexique \| Petrolike \| + 1 s \| \| 9e \| Niccolò Bonifazio \| Italie \| Team Corratec-Vini Fantini \| + 11 s \| \| 10e \| Richard Carapaz \| Équateur \| EF Education-EasyPost \| + 11 s \| |                   |          |                            |                 |
| |                   |          |                            |                 |
| Source : ProCyclingStats |                   |          |                            |                 |
| Classement de l'étape |                   |          |                            |                 |
| Coureur | Coureur           | Pays     | Équipe                     | Temps           |
| 1er | Alejandro Osorio  | Colombie | GW Shimano                 | 3 h 20 min 18 s |
| 2e | Rodrigo Contreras | Colombie | NU Colombia                | + 0 s           |
| 3e | Rigoberto Urán    | Colombie | EF Education-EasyPost      | + 1 s           |
| 4e | Jonathan Caicedo  | Équateur | Petrolike                  | + 1 s           |
| 5e | Egan Bernal       | Colombie | Colombie                   | + 1 s           |
| 6e | Iván Sosa         | Colombie | Movistar Team              | + 1 s           |
| 7e | Adrián Bustamante | Colombie | GW Shimano                 | + 1 s           |
| 8e | Edgar Cadena      | Mexique  | Petrolike                  | + 1 s           |
| 9e | Niccolò Bonifazio | Italie   | Team Corratec-Vini Fantini | + 11 s          |
| 10e | Richard Carapaz   | Équateur | EF Education-EasyPost      | + 11 s          |

| \| Classement général \| Classement général \| Classement général \| Classement général \| Classement général \| \| Coureur \| Coureur \| Pays \| Équipe \| Temps \| \| ------------------ \| ------------------- \| ------------------ \| -------------------------------------- \| ------------------ \| \| 1er \| Rodrigo Contreras \| Colombie \| NU Colombia \| 10 h 33 min 58 s \| \| 2e \| Harold Tejada \| Colombie \| Astana Qazaqstan Team \| + 6 s \| \| 3e \| Óscar Sevilla \| Espagne \| Team Medellín \| + 7 s \| \| 4e \| Andrea Piccolo \| Italie \| EF Education-EasyPost \| + 11 s \| \| 5e \| César David Guavita \| Colombie \| Colombia Potencia de la Vida-Strongman \| + 17 s \| \| 6e \| Yeison Reyes \| Colombie \| Team Sistecrédito \| + 17 s \| \| 7e \| Edgar Pinzón \| Colombie \| GW Shimano \| + 17 s \| \| 8e \| Robinson Chalapud \| Colombie \| Team Banco Guayaquil-Bianchi \| + 17 s \| \| 9e \| Alejandro Osorio \| Colombie \| GW Shimano \| + 19 s \| \| 10e \| Rigoberto Urán \| Colombie \| EF Education-EasyPost \| + 26 s \| |                     |          |                                        |                  |
| |                     |          |                                        |                  |
| Source : ProCyclingStats |                     |          |                                        |                  |
| Classement général |                     |          |                                        |                  |
| Coureur | Coureur             | Pays     | Équipe                                 | Temps            |
| 1er | Rodrigo Contreras   | Colombie | NU Colombia                            | 10 h 33 min 58 s |
| 2e | Harold Tejada       | Colombie | Astana Qazaqstan Team                  | + 6 s            |
| 3e | Óscar Sevilla       | Espagne  | Team Medellín                          | + 7 s            |
| 4e | Andrea Piccolo      | Italie   | EF Education-EasyPost                  | + 11 s           |
| 5e | César David Guavita | Colombie | Colombia Potencia de la Vida-Strongman | + 17 s           |
| 6e | Yeison Reyes        | Colombie | Team Sistecrédito                      | + 17 s           |
| 7e | Edgar Pinzón        | Colombie | GW Shimano                             | + 17 s           |
| 8e | Robinson Chalapud   | Colombie | Team Banco Guayaquil-Bianchi           | + 17 s           |
| 9e | Alejandro Osorio    | Colombie | GW Shimano                             | + 19 s           |
| 10e | Rigoberto Urán      | Colombie | EF Education-EasyPost                  | + 26 s           |

Alejandro Osorio rompt l'hégémonie des coureurs UCI World Tour sur le Tour Colombia. Pour la première fois en vingt et une journées, un coureur d'une équipe continentale remporte une étape.
Après 141,9 kilomètres dans les rues de Tunja (sur un circuit de 12,9 kilomètres à parcourir onze fois), Osorio devance les amphitryons Rodrigo Contreras et Rigoberto Urán (EF Education - EasyPost), respectivement deuxième et troisième.
Bernardo Suaza (Forte Petrolike - Androni Giocattoli (es)) et David Santiago Gómez (Sistecrédito) ont été les animateurs de la course avec une avance maximale de cinq minutes sur le peloton principal. À vingt-cinq kilomètres du terme, une forte accélération dans le peloton des principaux favoris condamne les fugitifs et sectionne le peloton. À moins d'un tour de l'arrivée, la fugue est reprise, les contre-attaques fusent. Huit hommes dont l'Équatorien Richard Carapaz (EF Education - EasyPost) et les Colombiens Alejandro Osorio, Egan Bernal (Sélection national de Colombie), Rodrigo Contreras s'enfuient, obtenant une courte mais suffisante marge sur le groupe principal, qui leur permettent de disputer en petit comité la victoire d'étape. Contreras et Osorio se séparent de leurs compagnons de fugue et dispute à deux le final. Osorio, le plus explosif des deux, gagne. Contreras conduisant le duo pour qu'Osorio le batte dans les derniers mètres, comme si une entente avait eu lieu entre ces deux anciens membres d'équipes UCI World Tour. Rodrigo Contreras, grâce au jeu des bonifications, s'empare de la tête du classement général. Il devance Harold Tejada de six secondes et le Colombo-espagnol Óscar Sevilla (Medellín - EPM) de sept. Ce dernier, impliqué dans une chute collective à cinq cents mètres de la ligne et sérieusement blessé, doit abandonner la compétition.

### 4eétape
Le Britannique Mark Cavendish (Astana Qazaqstan) remporte l'étape à l'issue d'un sprint massif tandis que le Colombien Rodrigo Contreras (NU Colombia) conserve son maillot jaune de leader.
| \| Classement de l'étape \| Classement de l'étape \| Classement de l'étape \| Classement de l'étape \| Classement de l'étape \| \| Coureur \| Coureur \| Pays \| Équipe \| Temps \| \| --------------------- \| --------------------- \| --------------------- \| -------------------------------------- \| --------------------- \| \| 1er \| Mark Cavendish \| Royaume-Uni \| Astana Qazaqstan Team \| 4 h 03 min 34 s \| \| 2e \| Fernando Gaviria \| Colombie \| Movistar Team \| + 0 s \| \| 3e \| Nelson Soto \| Colombie \| Petrolike \| + 0 s \| \| 4e \| Cees Bol \| Pays-Bas \| Astana Qazaqstan Team \| + 0 s \| \| 5e \| Jhonatan Restrepo \| Colombie \| Colombie \| + 0 s \| \| 6e \| Niccolò Bonifazio \| Italie \| Team Corratec-Vini Fantini \| + 0 s \| \| 7e \| Norman Vahtra \| Estonie \| Estonie \| + 0 s \| \| 8e \| Davide Persico \| Italie \| Bingoal WB \| + 0 s \| \| 9e \| Jhojan García \| Colombie \| Colombia Potencia de la Vida-Strongman \| + 0 s \| \| 10e \| Andrea Piccolo \| Italie \| EF Education-EasyPost \| + 0 s \| |                   |             |                                        |                 |
| |                   |             |                                        |                 |
| Source : ProCyclingStats |                   |             |                                        |                 |
| Classement de l'étape |                   |             |                                        |                 |
| Coureur | Coureur           | Pays        | Équipe                                 | Temps           |
| 1er | Mark Cavendish    | Royaume-Uni | Astana Qazaqstan Team                  | 4 h 03 min 34 s |
| 2e | Fernando Gaviria  | Colombie    | Movistar Team                          | + 0 s           |
| 3e | Nelson Soto       | Colombie    | Petrolike                              | + 0 s           |
| 4e | Cees Bol          | Pays-Bas    | Astana Qazaqstan Team                  | + 0 s           |
| 5e | Jhonatan Restrepo | Colombie    | Colombie                               | + 0 s           |
| 6e | Niccolò Bonifazio | Italie      | Team Corratec-Vini Fantini             | + 0 s           |
| 7e | Norman Vahtra     | Estonie     | Estonie                                | + 0 s           |
| 8e | Davide Persico    | Italie      | Bingoal WB                             | + 0 s           |
| 9e | Jhojan García     | Colombie    | Colombia Potencia de la Vida-Strongman | + 0 s           |
| 10e | Andrea Piccolo    | Italie      | EF Education-EasyPost                  | + 0 s           |

| \| Classement général \| Classement général \| Classement général \| Classement général \| Classement général \| \| Coureur \| Coureur \| Pays \| Équipe \| Temps \| \| ------------------ \| ------------------- \| ------------------ \| -------------------------------------- \| ------------------ \| \| 1er \| Rodrigo Contreras \| Colombie \| NU Colombia \| 14 h 37 min 32 s \| \| 2e \| Harold Tejada \| Colombie \| Astana Qazaqstan Team \| + 4 s \| \| 3e \| Andrea Piccolo \| Italie \| EF Education-EasyPost \| + 11 s \| \| 4e \| César David Guavita \| Colombie \| Colombia Potencia de la Vida-Strongman \| + 17 s \| \| 5e \| Yeison Reyes \| Colombie \| Team Sistecrédito \| + 17 s \| \| 6e \| Edgar Pinzón \| Colombie \| GW Shimano \| + 17 s \| \| 7e \| Robinson Chalapud \| Colombie \| Team Banco Guayaquil-Bianchi \| + 17 s \| \| 8e \| Alejandro Osorio \| Colombie \| GW Shimano \| + 19 s \| \| 9e \| Rigoberto Urán \| Colombie \| EF Education-EasyPost \| + 26 s \| \| 10e \| Jonathan Caicedo \| Équateur \| Petrolike \| + 30 s \| |                     |          |                                        |                  |
| |                     |          |                                        |                  |
| Source : ProCyclingStats |                     |          |                                        |                  |
| Classement général |                     |          |                                        |                  |
| Coureur | Coureur             | Pays     | Équipe                                 | Temps            |
| 1er | Rodrigo Contreras   | Colombie | NU Colombia                            | 14 h 37 min 32 s |
| 2e | Harold Tejada       | Colombie | Astana Qazaqstan Team                  | + 4 s            |
| 3e | Andrea Piccolo      | Italie   | EF Education-EasyPost                  | + 11 s           |
| 4e | César David Guavita | Colombie | Colombia Potencia de la Vida-Strongman | + 17 s           |
| 5e | Yeison Reyes        | Colombie | Team Sistecrédito                      | + 17 s           |
| 6e | Edgar Pinzón        | Colombie | GW Shimano                             | + 17 s           |
| 7e | Robinson Chalapud   | Colombie | Team Banco Guayaquil-Bianchi           | + 17 s           |
| 8e | Alejandro Osorio    | Colombie | GW Shimano                             | + 19 s           |
| 9e | Rigoberto Urán      | Colombie | EF Education-EasyPost                  | + 26 s           |
| 10e | Jonathan Caicedo    | Équateur | Petrolike                              | + 30 s           |

Dans un final pour sprinteurs, Mark Cavendish s'impose dans la quatrième étape du Tour Colombia 2024, après avoir parcouru 181,8 kilomètres entre les municipalités de Paipa et de Zipaquirá, lors d'une journée effectuée en majorité sur terrain plat.
Le Mannois s'impose dans un sprint serré devant les Colombiens Fernando Gaviria (Movistar) et Nelson Soto (Forte Petrolike - Androni Giocattoli (es)), qui terminent en deuxième et en troisième position.
Pour les premières places du classement général, guère de modifications sont à constater. Contreras devance maintenant Harold Tejada (Astana Qazaqstan) de quatre secondes et l'Italien Andrea Piccolo (EF Education - EasyPost) de onze.

### 5eétape
L'Équatorien Richard Carapaz (EF Education - EasyPost) remporte l'étape reine de l'épreuve pendant que le Colombien Rodrigo Contreras (NU Colombia) conserve la tête du classement général.
| \| Classement de l'étape \| Classement de l'étape \| Classement de l'étape \| Classement de l'étape \| Classement de l'étape \| \| Coureur \| Coureur \| Pays \| Équipe \| Temps \| \| --------------------- \| --------------------- \| --------------------- \| --------------------- \| --------------------- \| \| 1er \| Richard Carapaz \| Équateur \| EF Education-EasyPost \| 3 h 34 min 19 s \| \| 2e \| Jonathan Caicedo \| Équateur \| Petrolike \| + 13 s \| \| 3e \| Rodrigo Contreras \| Colombie \| NU Colombia \| + 17 s \| \| 4e \| Egan Bernal \| Colombie \| Colombie \| + 33 s \| \| 5e \| Rigoberto Urán \| Colombie \| EF Education-EasyPost \| + 35 s \| \| 6e \| Iván Sosa \| Colombie \| Movistar Team \| + 37 s \| \| 7e \| Esteban Chaves \| Colombie \| EF Education-EasyPost \| + 1 min 02 s \| \| 8e \| Daniel Méndez \| Colombie \| NU Colombia \| + 1 min 25 s \| \| 9e \| Harold Tejada \| Colombie \| Astana Qazaqstan Team \| + 1 min 36 s \| \| 10e \| Ramón Muñiz \| Mexique \| Petrolike \| + 1 min 54 s \| |                   |          |                       |                 |
| |                   |          |                       |                 |
| Source : ProCyclingStats |                   |          |                       |                 |
| Classement de l'étape |                   |          |                       |                 |
| Coureur | Coureur           | Pays     | Équipe                | Temps           |
| 1er | Richard Carapaz   | Équateur | EF Education-EasyPost | 3 h 34 min 19 s |
| 2e | Jonathan Caicedo  | Équateur | Petrolike             | + 13 s          |
| 3e | Rodrigo Contreras | Colombie | NU Colombia           | + 17 s          |
| 4e | Egan Bernal       | Colombie | Colombie              | + 33 s          |
| 5e | Rigoberto Urán    | Colombie | EF Education-EasyPost | + 35 s          |
| 6e | Iván Sosa         | Colombie | Movistar Team         | + 37 s          |
| 7e | Esteban Chaves    | Colombie | EF Education-EasyPost | + 1 min 02 s    |
| 8e | Daniel Méndez     | Colombie | NU Colombia           | + 1 min 25 s    |
| 9e | Harold Tejada     | Colombie | Astana Qazaqstan Team | + 1 min 36 s    |
| 10e | Ramón Muñiz       | Mexique  | Petrolike             | + 1 min 54 s    |

| \| Classement général \| Classement général \| Classement général \| Classement général \| Classement général \| \| Coureur \| Coureur \| Pays \| Équipe \| Temps \| \| ------------------ \| ------------------ \| ------------------ \| --------------------- \| ------------------ \| \| 1er \| Rodrigo Contreras \| Colombie \| NU Colombia \| 18 h 12 min 04 s \| \| 2e \| Richard Carapaz \| Équateur \| EF Education-EasyPost \| + 17 s \| \| 3e \| Jonathan Caicedo \| Équateur \| Petrolike \| + 24 s \| \| 4e \| Rigoberto Urán \| Colombie \| EF Education-EasyPost \| + 48 s \| \| 5e \| Egan Bernal \| Colombie \| Colombie \| + 50 s \| \| 6e \| Harold Tejada \| Colombie \| Astana Qazaqstan Team \| + 1 min 27 s \| \| 7e \| Esteban Chaves \| Colombie \| EF Education-EasyPost \| + 1 min 29 s \| \| 8e \| Iván Sosa \| Colombie \| Movistar Team \| + 1 min 31 s \| \| 9e \| Daniel Méndez \| Colombie \| NU Colombia \| + 1 min 52 s \| \| 10e \| Ramón Muñiz \| Mexique \| Petrolike \| + 2 min 36 s \| |                   |          |                       |                  |
| |                   |          |                       |                  |
| Source : ProCyclingStats |                   |          |                       |                  |
| Classement général |                   |          |                       |                  |
| Coureur | Coureur           | Pays     | Équipe                | Temps            |
| 1er | Rodrigo Contreras | Colombie | NU Colombia           | 18 h 12 min 04 s |
| 2e | Richard Carapaz   | Équateur | EF Education-EasyPost | + 17 s           |
| 3e | Jonathan Caicedo  | Équateur | Petrolike             | + 24 s           |
| 4e | Rigoberto Urán    | Colombie | EF Education-EasyPost | + 48 s           |
| 5e | Egan Bernal       | Colombie | Colombie              | + 50 s           |
| 6e | Harold Tejada     | Colombie | Astana Qazaqstan Team | + 1 min 27 s     |
| 7e | Esteban Chaves    | Colombie | EF Education-EasyPost | + 1 min 29 s     |
| 8e | Iván Sosa         | Colombie | Movistar Team         | + 1 min 31 s     |
| 9e | Daniel Méndez     | Colombie | NU Colombia           | + 1 min 52 s     |
| 10e | Ramón Muñiz       | Mexique  | Petrolike             | + 2 min 36 s     |

Carapaz s'impose dans la cinquième étape du Tour Colombia 2024, entre Cota et l'Alto de Vino, après 138,3 kilomètres d'effort. Le Cundinamarqués Contreras sauve son maillot de leader.
Richard Carapaz remporte sa deuxième victoire de la saison en s'isolant à quatre kilomètres du terme, situé à l'issue d'une ascension classée en première catégorie. Son compatriote Jonathan Caicedo (Forte Petrolike - Androni Giocattoli (es)) termine deuxième puis entre en troisième position Rodrigo Contreras. Celui-ci arrive à la dernière journée de compétition avec plus de vingt secondes d'avance sur ses plus proches contradicteurs.

### 6eétape
| \| Classement de l'étape \| Classement de l'étape \| Classement de l'étape \| Classement de l'étape \| Classement de l'étape \| \| Coureur \| Coureur \| Pays \| Équipe \| Temps \| \| --------------------- \| --------------------- \| --------------------- \| -------------------------- \| --------------------- \| \| 1er \| Jhonatan Restrepo \| Colombie \| Colombie \| 3 h 06 min 24 s \| \| 2e \| Richard Carapaz \| Équateur \| EF Education-EasyPost \| + 0 s \| \| 3e \| Alejandro Osorio \| Colombie \| GW Shimano \| + 0 s \| \| 4e \| Jonathan Caicedo \| Équateur \| Petrolike \| + 0 s \| \| 5e \| Harold Tejada \| Colombie \| Astana Qazaqstan Team \| + 0 s \| \| 6e \| Harold Martín López \| Équateur \| Astana Qazaqstan Team \| + 0 s \| \| 7e \| Yeison Reyes \| Colombie \| Team Sistecrédito \| + 0 s \| \| 8e \| Rodrigo Contreras \| Colombie \| NU Colombia \| + 0 s \| \| 9e \| Rigoberto Urán \| Colombie \| EF Education-EasyPost \| + 0 s \| \| 10e \| Giulio Masotto \| Italie \| Team Corratec-Vini Fantini \| + 0 s \| |                     |          |                            |                 |
| |                     |          |                            |                 |
| Source : ProCyclingStats |                     |          |                            |                 |
| Classement de l'étape |                     |          |                            |                 |
| Coureur | Coureur             | Pays     | Équipe                     | Temps           |
| 1er | Jhonatan Restrepo   | Colombie | Colombie                   | 3 h 06 min 24 s |
| 2e | Richard Carapaz     | Équateur | EF Education-EasyPost      | + 0 s           |
| 3e | Alejandro Osorio    | Colombie | GW Shimano                 | + 0 s           |
| 4e | Jonathan Caicedo    | Équateur | Petrolike                  | + 0 s           |
| 5e | Harold Tejada       | Colombie | Astana Qazaqstan Team      | + 0 s           |
| 6e | Harold Martín López | Équateur | Astana Qazaqstan Team      | + 0 s           |
| 7e | Yeison Reyes        | Colombie | Team Sistecrédito          | + 0 s           |
| 8e | Rodrigo Contreras   | Colombie | NU Colombia                | + 0 s           |
| 9e | Rigoberto Urán      | Colombie | EF Education-EasyPost      | + 0 s           |
| 10e | Giulio Masotto      | Italie   | Team Corratec-Vini Fantini | + 0 s           |

## Classements finals

### Classement général
| \| Classement général \| Classement général \| Classement général \| Classement général \| Classement général \| \| Coureur \| Coureur \| Pays \| Équipe \| Temps \| \| ------------------ \| ------------------ \| ------------------ \| --------------------- \| ------------------ \| \| 1er \| Rodrigo Contreras \| Colombie \| NU Colombia \| 21 h 18 min 26 s \| \| 2e \| Richard Carapaz \| Équateur \| EF Education-EasyPost \| + 6 s \| \| 3e \| Jonathan Caicedo \| Équateur \| Petrolike \| + 26 s \| \| 4e \| Rigoberto Urán \| Colombie \| EF Education-EasyPost \| + 50 s \| \| 5e \| Egan Bernal \| Colombie \| Colombie \| + 1 min 01 s \| \| 6e \| Harold Tejada \| Colombie \| Astana Qazaqstan Team \| + 1 min 26 s \| \| 7e \| Iván Sosa \| Colombie \| Movistar Team \| + 1 min 33 s \| \| 8e \| Esteban Chaves \| Colombie \| EF Education-EasyPost \| + 1 min 46 s \| \| 9e \| Daniel Méndez \| Colombie \| NU Colombia \| + 1 min 54 s \| \| 10e \| Yeison Reyes \| Colombie \| Team Sistecrédito \| + 2 min 52 s \| |                   |          |                       |                  |
| |                   |          |                       |                  |
| Source : ProCyclingStats |                   |          |                       |                  |
| Classement général |                   |          |                       |                  |
| Coureur | Coureur           | Pays     | Équipe                | Temps            |
| 1er | Rodrigo Contreras | Colombie | NU Colombia           | 21 h 18 min 26 s |
| 2e | Richard Carapaz   | Équateur | EF Education-EasyPost | + 6 s            |
| 3e | Jonathan Caicedo  | Équateur | Petrolike             | + 26 s           |
| 4e | Rigoberto Urán    | Colombie | EF Education-EasyPost | + 50 s           |
| 5e | Egan Bernal       | Colombie | Colombie              | + 1 min 01 s     |
| 6e | Harold Tejada     | Colombie | Astana Qazaqstan Team | + 1 min 26 s     |
| 7e | Iván Sosa         | Colombie | Movistar Team         | + 1 min 33 s     |
| 8e | Esteban Chaves    | Colombie | EF Education-EasyPost | + 1 min 46 s     |
| 9e | Daniel Méndez     | Colombie | NU Colombia           | + 1 min 54 s     |
| 10e | Yeison Reyes      | Colombie | Team Sistecrédito     | + 2 min 52 s     |

## Évolution des classements
| Étape              |                           | Vainqueur _       | Classement général | Classement par points | Meilleur grimpeur | Meilleur jeune      | Étapes volantes      | Meilleure équipe      |
| ------------------ | ------------------------- | ----------------- | ------------------ | --------------------- | ----------------- | ------------------- | -------------------- | --------------------- |
| 1re étape          | étape de plaine           | Fernando Gaviria  | Fernando Gaviria   | Fernando Gaviria      | non attribué      | Ramón Muñiz         | David Santiago Gómez | Movistar Team         |
| 2e étape           | étape vallonnée           | Harold Tejada     | Harold Tejada      | Andrea Piccolo        | Yeison Reyes      | César David Guavita | David Santiago Gómez | Astana Qazaqstan Team |
| 3e étape           | étape vallonnée           | Alejandro Osorio  | Rodrigo Contreras  | Rodrigo Contreras     | Yeison Reyes      | César David Guavita | David Santiago Gómez | GW Erco Shimano       |
| 4e étape           | étape de plaine           | Mark Cavendish    | Rodrigo Contreras  | Fernando Gaviria      | Yeison Reyes      | César David Guavita | David Santiago Gómez | GW Erco Shimano       |
| 5e étape           | étape de moyenne montagne | Richard Carapaz   | Rodrigo Contreras  | Rodrigo Contreras     | Richard Carapaz   | Ramón Muñiz         | David Santiago Gómez | EF Education-EasyPost |
| 6e étape           | étape vallonnée           | Jhonatan Restrepo | Rodrigo Contreras  | Richard Carapaz       | Richard Carapaz   | Ramón Muñiz         | David Santiago Gómez | EF Education-EasyPost |
| Classements finals | Classements finals        |                   | Rodrigo Contreras  | Richard Carapaz       | Richard Carapaz   | Ramón Muñiz         | David Santiago Gómez | EF Education-EasyPost |

## Liste des participants
| Movistar Team MOV                 | Movistar Team MOV      | Movistar Team MOV |
| --------------------------------- | ---------------------- | ----------------- |
| Num                               | Coureur                | Pos               |
| 1                                 | Nairo Quintana (COL)   | 21e               |
| 2                                 | Fernando Gaviria (COL) | 108e              |
| 3                                 | Vinicius Rangel (BRA)  | 31e               |
| 4                                 | Sergio Samitier (ESP)  | 83e               |
| 5                                 | Iván Sosa (COL)        | 7e                |
| 6                                 | Albert Torres (ESP)    | 87e               |
| Directeur sportif : Pablo Lastras |                        |                   |

| EF Education-EasyPost EFE              | EF Education-EasyPost EFE | EF Education-EasyPost EFE |
| -------------------------------------- | ------------------------- | ------------------------- |
| Num                                    | Coureur                   | Pos                       |
| 11                                     | Rigoberto Urán (COL)      | 4e                        |
| 12                                     | Richard Carapaz (ECU)     | 2e                        |
| 14                                     | Alexander Cepeda (ECU)    | 11e                       |
| 15                                     | Esteban Chaves (COL)      | 8e                        |
| 16                                     | Andrea Piccolo (ITA)      | 41e                       |
| Directeur sportif : Juan Manuel Gárate |                           |                           |

| Astana Qazaqstan Team AST         | Astana Qazaqstan Team AST     | Astana Qazaqstan Team AST |
| --------------------------------- | ----------------------------- | ------------------------- |
| Num                               | Coureur                       | Pos                       |
| 21                                | Mark Cavendish (GBR)          | 121e                      |
| 22                                | Cees Bol (NED)                | 79e                       |
| 23                                | Harold Martín López (ECU)     | 18e                       |
| 24                                | Alexey Lutsenko (KAZ) (route) | 29e                       |
| 25                                | Michael Mørkøv (DEN)          | AB-5                      |
| 26                                | Harold Tejada (COL)           | 6e                        |
| Directeur sportif : Mario Manzoni |                               |                           |

| Bingoal WB BWB                             | Bingoal WB BWB            | Bingoal WB BWB |
| ------------------------------------------ | ------------------------- | -------------- |
| Num                                        | Coureur                   | Pos            |
| 31                                         | Davide Persico (ITA)      | 102e           |
| 32                                         | Dimitri Peyskens (BEL)    | 55e            |
| 33                                         | Lennert Teugels (BEL)     | 63e            |
| 34                                         | Aaron Van der Beken (BEL) | 27e            |
| 35                                         | Michiel Lambrecht (BEL)   | 65e            |
| 36                                         | Milan Lanhove (BEL)       | 99e            |
| Directeur sportif : Alessandro Spezialetti |                           |                |

| Team Corratec-Vini Fantini COR       | Team Corratec-Vini Fantini COR | Team Corratec-Vini Fantini COR |
| ------------------------------------ | ------------------------------ | ------------------------------ |
| Num                                  | Coureur                        | Pos                            |
| 41                                   | Niccolò Bonifazio (ITA)        | 44e                            |
| 42                                   | Davide Baldaccini (ITA)        | 69e                            |
| 43                                   | Lorenzo Quartucci (ITA)        | 82e                            |
| 44                                   | Attilio Viviani (ITA)          | 109e                           |
| 45                                   | Giulio Masotto (ITA)           | 110e                           |
| 46                                   | Mark Stewart (GBR)             | 96e                            |
| Directeur sportif : Francesco Frassi |                                |                                |

| Team Medellín MED                         | Team Medellín MED    | Team Medellín MED |
| ----------------------------------------- | -------------------- | ----------------- |
| Num                                       | Coureur              | Pos               |
| 51                                        | Óscar Sevilla (ESP)  | NP-4              |
| 52                                        | Brayan Sánchez (COL) | AB-5              |
| 53                                        | Fabio Duarte (COL)   | 53e               |
| 54                                        | Javier Jamaica (COL) | 12e               |
| 55                                        | Wilmar Paredes (COL) | 22e               |
| 56                                        | Julián Cardona (COL) | 58e               |
| Directeur sportif : José Julián Velásquez |                      |                   |

| Team Banco Guayaquil-Bianchi BGB | Team Banco Guayaquil-Bianchi BGB | Team Banco Guayaquil-Bianchi BGB |
| -------------------------------- | -------------------------------- | -------------------------------- |
| Num                              | Coureur                          | Pos                              |
| 61                               | Aldemar Reyes (COL)              | 13e                              |
| 62                               | Robinson Chalapud (COL)          | 42e                              |
| 63                               | Cristian Pita (ECU)              | 106e                             |
| 64                               | David Caicedo (ECU)              | 97e                              |
| 65                               | Benjamín Quinteros (ECU)         | 59e                              |
| 66                               | Miguel Flórez (COL)              | 73e                              |

| Universe Cycling Team UNI | Universe Cycling Team UNI | Universe Cycling Team UNI |
| ------------------------- | ------------------------- | ------------------------- |
| Num                       | Coureur                   | Pos                       |
| 71                        | Lars Quaedvlieg (NED)     | 62e                       |
| 72                        | Bart Buijk (NED)          | AB-4                      |
| 73                        | Kenny Nijssen (NED)       | 45e                       |
| 74                        | Tom Wijfje (NED)          | HD-4                      |
| 75                        | Jip Steman (NED)          | 60e                       |
| 76                        | Rick Nobel (NED)          | 118e                      |

| Canel's-Java CAJ | Canel's-Java CAJ      | Canel's-Java CAJ |
| ---------------- | --------------------- | ---------------- |
| Num              | Coureur               | Pos              |
| 81               | Heiner Parra (COL)    | 38e              |
| 82               | Efrén Santos (MEX)    | 57e              |
| 83               | Pablo Alarcón (CHI)   | 103e             |
| 84               | Kevin Jiménez (MEX)   | 84e              |
| 85               | Ignacio Prado (MEX)   | 93e              |
| 86               | Cormac McGeough (IRL) | 112e             |

| Panamá es Cultura y Valores PCV    | Panamá es Cultura y Valores PCV | Panamá es Cultura y Valores PCV |
| ---------------------------------- | ------------------------------- | ------------------------------- |
| Num                                | Coureur                         | Pos                             |
| 91                                 | Christofer Jurado (PAN)         | 80e                             |
| 92                                 | Franklin Archibold (PAN)        | 75e                             |
| 93                                 | Bolívar Espinosa (PAN)          | 111e                            |
| 94                                 | Randish Lorenzo (PAN)           | 115e                            |
| 95                                 | Alex Strah (PAN)                | -6                              |
| 96                                 | Hassan Felipe Chan (PAN)        | 117e                            |
| Directeur sportif : Félix Cárdenas |                                 |                                 |

| Petrolike PTL                   | Petrolike PTL          | Petrolike PTL |
| ------------------------------- | ---------------------- | ------------- |
| Num                             | Coureur                | Pos           |
| 101                             | Jonathan Caicedo (ECU) | 3e            |
| 102                             | Diego Camargo (COL)    | 34e           |
| 103                             | Nelson Soto (COL)      | 95e           |
| 104                             | Ramón Muñiz (MEX)      | 15e           |
| 105                             | Edgar Cadena (MEX)     | 24e           |
| 106                             | Bernardo Suaza (COL)   | 67e           |
| Directeur sportif : David Plaza |                        |               |

| Swift Carbon Pro Cycling Brasil SCP | Swift Carbon Pro Cycling Brasil SCP | Swift Carbon Pro Cycling Brasil SCP |
| ----------------------------------- | ----------------------------------- | ----------------------------------- |
| Num                                 | Coureur                             | Pos                                 |
| 111                                 | Laureano Rosas (ARG)                | 85e                                 |
| 112                                 | Lauro Chaman (BRA)                  | 114e                                |
| 113                                 | Maicke Monteiro (BRA)               | AB-2                                |
| 114                                 | Alessandro Guimarães (BRA)          | 125e                                |
| 115                                 | João Pedro Rossi (BRA)              | 116e                                |
| 116                                 | José Manuel Aramayo (BOL)           | AB-4                                |

| Sidi Ali-Unlock Team SUT | Sidi Ali-Unlock Team SUT | Sidi Ali-Unlock Team SUT |
| ------------------------ | ------------------------ | ------------------------ |
| Num                      | Coureur                  | Pos                      |
| 121                      | Vladimir López (COL)     | 66e                      |
| 122                      | Hernán Darío Gómez (COL) | 72e                      |
| 123                      | Kamal Mahroug (MAR)      | 98e                      |
| 124                      | Mounir El Azhari (MAR)   | AB-2                     |
| 125                      | Alejandro Gainza (ESP)   | HD-6                     |
| 126                      | Nikolaos Zegklis (GRE)   | HD-6                     |

| Team Saitel TSA | Team Saitel TSA               | Team Saitel TSA |
| --------------- | ----------------------------- | --------------- |
| Num             | Coureur                       | Pos             |
| 131             | Carlos Andrés Parra (COL)     | 52e             |
| 132             | Diego Ochoa (COL)             | 94e             |
| 133             | Cristian Tobar (COL)          | 46e             |
| 134             | Franklin Revelo (ECU)         | 77e             |
| 135             | Erik Daniel Caiza Perez (ECU) | 78e             |
| 136             | Alejandro Pita (ECU)          | 120e            |

| NU Colombia TNC                        | NU Colombia TNC         | NU Colombia TNC |
| -------------------------------------- | ----------------------- | --------------- |
| Num                                    | Coureur                 | Pos             |
| 141                                    | Sergio Henao (COL)      | 14e             |
| 142                                    | Rodrigo Contreras (COL) | 1er             |
| 143                                    | Cristian Muñoz (COL)    | 28e             |
| 144                                    | Daniel Muñoz (COL)      | 47e             |
| 145                                    | Daniel Méndez (COL)     | 9e              |
| 146                                    | Óscar Quiroz (COL)      | 76e             |
| Directeur sportif : Gabriel Jaime Mesa |                         |                 |

| Team Sistecrédito ESC             | Team Sistecrédito ESC      | Team Sistecrédito ESC |
| --------------------------------- | -------------------------- | --------------------- |
| Num                               | Coureur                    | Pos                   |
| 151                               | Yeison Reyes (COL)         | 10e                   |
| 152                               | Sebastián Castaño (COL)    | 40e                   |
| 153                               | Kevin Castillo (COL)       | 26e                   |
| 154                               | Juan Diego Guerrero (COL)  | 30e                   |
| 155                               | Juan Diego Hoyos (COL)     | 54e                   |
| 156                               | David Santiago Gómez (COL) | 70e                   |
| Directeur sportif : Gabriel Velez |                            |                       |

| Orgullo Paisa EOP             | Orgullo Paisa EOP         | Orgullo Paisa EOP |
| ----------------------------- | ------------------------- | ----------------- |
| Num                           | Coureur                   | Pos               |
| 161                           | José Tito Hernández (COL) | AB-5              |
| 162                           | Danny Osorio (COL)        | 32e               |
| 163                           | Alexander Gil (COL)       | 37e               |
| 164                           | Johan Colón (COL)         | 101e              |
| 165                           | Juan Tito Rendón (COL)    | NP-3              |
| 166                           | Cesar Paulo Pantoja (COL) | 64e               |
| Directeur sportif : Alex Cano |                           |                   |

| GW Shimano ___ | GW Shimano ___                 | GW Shimano ___ |
| -------------- | ------------------------------ | -------------- |
| Num            | Coureur                        | Pos            |
| 171            | Alejandro Osorio (COL) (route) | 33e            |
| 172            | Edgar Pinzón (COL)             | 20e            |
| 173            | Adrián Bustamante (COL)        | 25e            |
| 174            | Daniel Arroyave (COL)          | 89e            |
| 175            | Diego Pescador (COL)           | 23e            |

| GW Erco Shimano GES                   | GW Erco Shimano GES | GW Erco Shimano GES |
| ------------------------------------- | ------------------- | ------------------- |
| Num                                   | Coureur             | Pos                 |
| 176                                   | Brandon Rojas (COL) | 17e                 |
| Directeur sportif : Luis Alfonso Cely |                     |                     |

| Colombia Potencia de la Vida-Strongman CPM | Colombia Potencia de la Vida-Strongman CPM | Colombia Potencia de la Vida-Strongman CPM |
| ------------------------------------------ | ------------------------------------------ | ------------------------------------------ |
| Num                                        | Coureur                                    | Pos                                        |
| 181                                        | Yeisson Casallas (COL)                     | 16e                                        |
| 182                                        | Jhojan García (COL)                        | 74e                                        |
| 183                                        | Iván Arturo Ojeda (COL)                    | 71e                                        |
| 184                                        | Freddy Ávila (COL)                         | 61e                                        |
| 185                                        | Marlon Diagama (COL)                       | 81e                                        |
| 186                                        | César David Guavita (COL)                  | 39e                                        |

| Colombie COL                               | Colombie COL      | Colombie COL |
| ------------------------------------------ | ----------------- | ------------ |
| Num                                        | Coureur           | Pos          |
| 191                                        | Egan Bernal       | 5e           |
| 192                                        | Hugo Rodriguez    | 56e          |
| 193                                        | Brandon Rivera    | 19e          |
| 195                                        | Jhonatan Restrepo | 43e          |
| 196                                        | Juan Diego Alba   | 48e          |
| Directeur sportif : Carlos Mario Jaramillo |                   |              |

| Brésil BRA                            | Brésil BRA      | Brésil BRA |
| ------------------------------------- | --------------- | ---------- |
| Num                                   | Coureur         | Pos        |
| 201                                   | Nícolas Sessler | 51e        |
| 202                                   | André Gohr      | 104e       |
| 203                                   | Euller Rabelo   | 92e        |
| 204                                   | Victor Paula    | 86e        |
| 205                                   | Werik Kaua      | HD-2       |
| 206                                   | Andrey Braguini | 119e       |
| Directeur sportif : Antônio Silvestre |                 |            |

| Estonie EST                       | Estonie EST    | Estonie EST |
| --------------------------------- | -------------- | ----------- |
| Num                               | Coureur        | Pos         |
| 211                               | Martin Laas    | 107e        |
| 212                               | Martti Lenzius | 123e        |
| 213                               | Markus Pajur   | 88e         |
| 214                               | Lauri Tamm     | AB-6        |
| 215                               | Norman Vahtra  | 113e        |
| 216                               | Rait Ärm       | 91e         |
| Directeur sportif : Jaan Kirsipuu |                |             |

| Équateur ECU | Équateur ECU        | Équateur ECU |
| ------------ | ------------------- | ------------ |
| Num          | Coureur             | Pos          |
| 221          | Byron Guamá         | AB-5         |
| 222          | Santiago Montenegro | 36e          |
| 223          | Steven Haro         | 35e          |
| 224          | Richard Huera       | 49e          |
| 225          | Brayan Obando       | 105e         |
| 226          | David Villareal     | 90e          |

| Venezuela VEN | Venezuela VEN    | Venezuela VEN |
| ------------- | ---------------- | ------------- |
| Num           | Coureur          | Pos           |
| 231           | Jhonny Araujo    | 122e          |
| 232           | Jeison Rujano    | 68e           |
| 233           | Yurgen Ramírez   | AB-2          |
| 234           | Luis Mora        | 50e           |
| 235           | Enmanuel Viloria | 124e          |
| 236           | Luis Pinto       | 100e          |

| Movistar Team MOV                 | Movistar Team MOV      | Movistar Team MOV |
| --------------------------------- | ---------------------- | ----------------- |
| Num                               | Coureur                | Pos               |
| 1                                 | Nairo Quintana (COL)   | 21e               |
| 2                                 | Fernando Gaviria (COL) | 108e              |
| 3                                 | Vinicius Rangel (BRA)  | 31e               |
| 4                                 | Sergio Samitier (ESP)  | 83e               |
| 5                                 | Iván Sosa (COL)        | 7e                |
| 6                                 | Albert Torres (ESP)    | 87e               |
| Directeur sportif : Pablo Lastras |                        |                   |

| EF Education-EasyPost EFE              | EF Education-EasyPost EFE | EF Education-EasyPost EFE |
| -------------------------------------- | ------------------------- | ------------------------- |
| Num                                    | Coureur                   | Pos                       |
| 11                                     | Rigoberto Urán (COL)      | 4e                        |
| 12                                     | Richard Carapaz (ECU)     | 2e                        |
| 14                                     | Alexander Cepeda (ECU)    | 11e                       |
| 15                                     | Esteban Chaves (COL)      | 8e                        |
| 16                                     | Andrea Piccolo (ITA)      | 41e                       |
| Directeur sportif : Juan Manuel Gárate |                           |                           |

| Astana Qazaqstan Team AST         | Astana Qazaqstan Team AST     | Astana Qazaqstan Team AST |
| --------------------------------- | ----------------------------- | ------------------------- |
| Num                               | Coureur                       | Pos                       |
| 21                                | Mark Cavendish (GBR)          | 121e                      |
| 22                                | Cees Bol (NED)                | 79e                       |
| 23                                | Harold Martín López (ECU)     | 18e                       |
| 24                                | Alexey Lutsenko (KAZ) (route) | 29e                       |
| 25                                | Michael Mørkøv (DEN)          | AB-5                      |
| 26                                | Harold Tejada (COL)           | 6e                        |
| Directeur sportif : Mario Manzoni |                               |                           |

| Bingoal WB BWB                             | Bingoal WB BWB            | Bingoal WB BWB |
| ------------------------------------------ | ------------------------- | -------------- |
| Num                                        | Coureur                   | Pos            |
| 31                                         | Davide Persico (ITA)      | 102e           |
| 32                                         | Dimitri Peyskens (BEL)    | 55e            |
| 33                                         | Lennert Teugels (BEL)     | 63e            |
| 34                                         | Aaron Van der Beken (BEL) | 27e            |
| 35                                         | Michiel Lambrecht (BEL)   | 65e            |
| 36                                         | Milan Lanhove (BEL)       | 99e            |
| Directeur sportif : Alessandro Spezialetti |                           |                |

| Team Corratec-Vini Fantini COR       | Team Corratec-Vini Fantini COR | Team Corratec-Vini Fantini COR |
| ------------------------------------ | ------------------------------ | ------------------------------ |
| Num                                  | Coureur                        | Pos                            |
| 41                                   | Niccolò Bonifazio (ITA)        | 44e                            |
| 42                                   | Davide Baldaccini (ITA)        | 69e                            |
| 43                                   | Lorenzo Quartucci (ITA)        | 82e                            |
| 44                                   | Attilio Viviani (ITA)          | 109e                           |
| 45                                   | Giulio Masotto (ITA)           | 110e                           |
| 46                                   | Mark Stewart (GBR)             | 96e                            |
| Directeur sportif : Francesco Frassi |                                |                                |

| Team Medellín MED                         | Team Medellín MED    | Team Medellín MED |
| ----------------------------------------- | -------------------- | ----------------- |
| Num                                       | Coureur              | Pos               |
| 51                                        | Óscar Sevilla (ESP)  | NP-4              |
| 52                                        | Brayan Sánchez (COL) | AB-5              |
| 53                                        | Fabio Duarte (COL)   | 53e               |
| 54                                        | Javier Jamaica (COL) | 12e               |
| 55                                        | Wilmar Paredes (COL) | 22e               |
| 56                                        | Julián Cardona (COL) | 58e               |
| Directeur sportif : José Julián Velásquez |                      |                   |

| Team Banco Guayaquil-Bianchi BGB | Team Banco Guayaquil-Bianchi BGB | Team Banco Guayaquil-Bianchi BGB |
| -------------------------------- | -------------------------------- | -------------------------------- |
| Num                              | Coureur                          | Pos                              |
| 61                               | Aldemar Reyes (COL)              | 13e                              |
| 62                               | Robinson Chalapud (COL)          | 42e                              |
| 63                               | Cristian Pita (ECU)              | 106e                             |
| 64                               | David Caicedo (ECU)              | 97e                              |
| 65                               | Benjamín Quinteros (ECU)         | 59e                              |
| 66                               | Miguel Flórez (COL)              | 73e                              |

| Universe Cycling Team UNI | Universe Cycling Team UNI | Universe Cycling Team UNI |
| ------------------------- | ------------------------- | ------------------------- |
| Num                       | Coureur                   | Pos                       |
| 71                        | Lars Quaedvlieg (NED)     | 62e                       |
| 72                        | Bart Buijk (NED)          | AB-4                      |
| 73                        | Kenny Nijssen (NED)       | 45e                       |
| 74                        | Tom Wijfje (NED)          | HD-4                      |
| 75                        | Jip Steman (NED)          | 60e                       |
| 76                        | Rick Nobel (NED)          | 118e                      |

| Canel's-Java CAJ | Canel's-Java CAJ      | Canel's-Java CAJ |
| ---------------- | --------------------- | ---------------- |
| Num              | Coureur               | Pos              |
| 81               | Heiner Parra (COL)    | 38e              |
| 82               | Efrén Santos (MEX)    | 57e              |
| 83               | Pablo Alarcón (CHI)   | 103e             |
| 84               | Kevin Jiménez (MEX)   | 84e              |
| 85               | Ignacio Prado (MEX)   | 93e              |
| 86               | Cormac McGeough (IRL) | 112e             |

| Panamá es Cultura y Valores PCV    | Panamá es Cultura y Valores PCV | Panamá es Cultura y Valores PCV |
| ---------------------------------- | ------------------------------- | ------------------------------- |
| Num                                | Coureur                         | Pos                             |
| 91                                 | Christofer Jurado (PAN)         | 80e                             |
| 92                                 | Franklin Archibold (PAN)        | 75e                             |
| 93                                 | Bolívar Espinosa (PAN)          | 111e                            |
| 94                                 | Randish Lorenzo (PAN)           | 115e                            |
| 95                                 | Alex Strah (PAN)                | -6                              |
| 96                                 | Hassan Felipe Chan (PAN)        | 117e                            |
| Directeur sportif : Félix Cárdenas |                                 |                                 |

| Petrolike PTL                   | Petrolike PTL          | Petrolike PTL |
| ------------------------------- | ---------------------- | ------------- |
| Num                             | Coureur                | Pos           |
| 101                             | Jonathan Caicedo (ECU) | 3e            |
| 102                             | Diego Camargo (COL)    | 34e           |
| 103                             | Nelson Soto (COL)      | 95e           |
| 104                             | Ramón Muñiz (MEX)      | 15e           |
| 105                             | Edgar Cadena (MEX)     | 24e           |
| 106                             | Bernardo Suaza (COL)   | 67e           |
| Directeur sportif : David Plaza |                        |               |

| Swift Carbon Pro Cycling Brasil SCP | Swift Carbon Pro Cycling Brasil SCP | Swift Carbon Pro Cycling Brasil SCP |
| ----------------------------------- | ----------------------------------- | ----------------------------------- |
| Num                                 | Coureur                             | Pos                                 |
| 111                                 | Laureano Rosas (ARG)                | 85e                                 |
| 112                                 | Lauro Chaman (BRA)                  | 114e                                |
| 113                                 | Maicke Monteiro (BRA)               | AB-2                                |
| 114                                 | Alessandro Guimarães (BRA)          | 125e                                |
| 115                                 | João Pedro Rossi (BRA)              | 116e                                |
| 116                                 | José Manuel Aramayo (BOL)           | AB-4                                |

| Sidi Ali-Unlock Team SUT | Sidi Ali-Unlock Team SUT | Sidi Ali-Unlock Team SUT |
| ------------------------ | ------------------------ | ------------------------ |
| Num                      | Coureur                  | Pos                      |
| 121                      | Vladimir López (COL)     | 66e                      |
| 122                      | Hernán Darío Gómez (COL) | 72e                      |
| 123                      | Kamal Mahroug (MAR)      | 98e                      |
| 124                      | Mounir El Azhari (MAR)   | AB-2                     |
| 125                      | Alejandro Gainza (ESP)   | HD-6                     |
| 126                      | Nikolaos Zegklis (GRE)   | HD-6                     |

| Team Saitel TSA | Team Saitel TSA               | Team Saitel TSA |
| --------------- | ----------------------------- | --------------- |
| Num             | Coureur                       | Pos             |
| 131             | Carlos Andrés Parra (COL)     | 52e             |
| 132             | Diego Ochoa (COL)             | 94e             |
| 133             | Cristian Tobar (COL)          | 46e             |
| 134             | Franklin Revelo (ECU)         | 77e             |
| 135             | Erik Daniel Caiza Perez (ECU) | 78e             |
| 136             | Alejandro Pita (ECU)          | 120e            |

| NU Colombia TNC                        | NU Colombia TNC         | NU Colombia TNC |
| -------------------------------------- | ----------------------- | --------------- |
| Num                                    | Coureur                 | Pos             |
| 141                                    | Sergio Henao (COL)      | 14e             |
| 142                                    | Rodrigo Contreras (COL) | 1er             |
| 143                                    | Cristian Muñoz (COL)    | 28e             |
| 144                                    | Daniel Muñoz (COL)      | 47e             |
| 145                                    | Daniel Méndez (COL)     | 9e              |
| 146                                    | Óscar Quiroz (COL)      | 76e             |
| Directeur sportif : Gabriel Jaime Mesa |                         |                 |

| Team Sistecrédito ESC             | Team Sistecrédito ESC      | Team Sistecrédito ESC |
| --------------------------------- | -------------------------- | --------------------- |
| Num                               | Coureur                    | Pos                   |
| 151                               | Yeison Reyes (COL)         | 10e                   |
| 152                               | Sebastián Castaño (COL)    | 40e                   |
| 153                               | Kevin Castillo (COL)       | 26e                   |
| 154                               | Juan Diego Guerrero (COL)  | 30e                   |
| 155                               | Juan Diego Hoyos (COL)     | 54e                   |
| 156                               | David Santiago Gómez (COL) | 70e                   |
| Directeur sportif : Gabriel Velez |                            |                       |

| Orgullo Paisa EOP             | Orgullo Paisa EOP         | Orgullo Paisa EOP |
| ----------------------------- | ------------------------- | ----------------- |
| Num                           | Coureur                   | Pos               |
| 161                           | José Tito Hernández (COL) | AB-5              |
| 162                           | Danny Osorio (COL)        | 32e               |
| 163                           | Alexander Gil (COL)       | 37e               |
| 164                           | Johan Colón (COL)         | 101e              |
| 165                           | Juan Tito Rendón (COL)    | NP-3              |
| 166                           | Cesar Paulo Pantoja (COL) | 64e               |
| Directeur sportif : Alex Cano |                           |                   |

| GW Shimano ___ | GW Shimano ___                 | GW Shimano ___ |
| -------------- | ------------------------------ | -------------- |
| Num            | Coureur                        | Pos            |
| 171            | Alejandro Osorio (COL) (route) | 33e            |
| 172            | Edgar Pinzón (COL)             | 20e            |
| 173            | Adrián Bustamante (COL)        | 25e            |
| 174            | Daniel Arroyave (COL)          | 89e            |
| 175            | Diego Pescador (COL)           | 23e            |

| GW Erco Shimano GES                   | GW Erco Shimano GES | GW Erco Shimano GES |
| ------------------------------------- | ------------------- | ------------------- |
| Num                                   | Coureur             | Pos                 |
| 176                                   | Brandon Rojas (COL) | 17e                 |
| Directeur sportif : Luis Alfonso Cely |                     |                     |

| Colombia Potencia de la Vida-Strongman CPM | Colombia Potencia de la Vida-Strongman CPM | Colombia Potencia de la Vida-Strongman CPM |
| ------------------------------------------ | ------------------------------------------ | ------------------------------------------ |
| Num                                        | Coureur                                    | Pos                                        |
| 181                                        | Yeisson Casallas (COL)                     | 16e                                        |
| 182                                        | Jhojan García (COL)                        | 74e                                        |
| 183                                        | Iván Arturo Ojeda (COL)                    | 71e                                        |
| 184                                        | Freddy Ávila (COL)                         | 61e                                        |
| 185                                        | Marlon Diagama (COL)                       | 81e                                        |
| 186                                        | César David Guavita (COL)                  | 39e                                        |

| Colombie COL                               | Colombie COL      | Colombie COL |
| ------------------------------------------ | ----------------- | ------------ |
| Num                                        | Coureur           | Pos          |
| 191                                        | Egan Bernal       | 5e           |
| 192                                        | Hugo Rodriguez    | 56e          |
| 193                                        | Brandon Rivera    | 19e          |
| 195                                        | Jhonatan Restrepo | 43e          |
| 196                                        | Juan Diego Alba   | 48e          |
| Directeur sportif : Carlos Mario Jaramillo |                   |              |

| Brésil BRA                            | Brésil BRA      | Brésil BRA |
| ------------------------------------- | --------------- | ---------- |
| Num                                   | Coureur         | Pos        |
| 201                                   | Nícolas Sessler | 51e        |
| 202                                   | André Gohr      | 104e       |
| 203                                   | Euller Rabelo   | 92e        |
| 204                                   | Victor Paula    | 86e        |
| 205                                   | Werik Kaua      | HD-2       |
| 206                                   | Andrey Braguini | 119e       |
| Directeur sportif : Antônio Silvestre |                 |            |

| Estonie EST                       | Estonie EST    | Estonie EST |
| --------------------------------- | -------------- | ----------- |
| Num                               | Coureur        | Pos         |
| 211                               | Martin Laas    | 107e        |
| 212                               | Martti Lenzius | 123e        |
| 213                               | Markus Pajur   | 88e         |
| 214                               | Lauri Tamm     | AB-6        |
| 215                               | Norman Vahtra  | 113e        |
| 216                               | Rait Ärm       | 91e         |
| Directeur sportif : Jaan Kirsipuu |                |             |

| Équateur ECU | Équateur ECU        | Équateur ECU |
| ------------ | ------------------- | ------------ |
| Num          | Coureur             | Pos          |
| 221          | Byron Guamá         | AB-5         |
| 222          | Santiago Montenegro | 36e          |
| 223          | Steven Haro         | 35e          |
| 224          | Richard Huera       | 49e          |
| 225          | Brayan Obando       | 105e         |
| 226          | David Villareal     | 90e          |

| Venezuela VEN | Venezuela VEN    | Venezuela VEN |
| ------------- | ---------------- | ------------- |
| Num           | Coureur          | Pos           |
| 231           | Jhonny Araujo    | 122e          |
| 232           | Jeison Rujano    | 68e           |
| 233           | Yurgen Ramírez   | AB-2          |
| 234           | Luis Mora        | 50e           |
| 235           | Enmanuel Viloria | 124e          |
| 236           | Luis Pinto       | 100e          |